# Edmundo I de Inglaterra
Edmundo I (921 - 26 de maio de 946), também chamado de Edmundo, o Velho, o Justo ou o Magnífico, foi Rei dos ingleses entre 939 e 946, sucedendo ao seu irmão Etelstano.

## Vida
Ele era o filho mais velho do rei Eduardo, o Velho, e de sua terceira esposa, a rainha Eadgifu, e neto do rei Alfredo, o Grande. Depois que Eduardo morreu em 924, ele foi sucedido por seu filho mais velho, o meio-irmão de Edmundo, Etelstano. Edmundo foi coroado depois que Etelstano morreu sem filhos em 939. Ele teve dois filhos, Eduíno e Edgar, com sua primeira esposa Ælfgifu, e nenhum com sua segunda esposa Æthelflæd. Seus filhos eram crianças quando ele foi morto em uma briga com um fora da lei em Pucklechurch em Gloucestershire, e ele foi sucedido por seu irmão mais novo Eadred, que morreu em 955 e foi seguido pelos filhos de Edmundo na sucessão.
Etelstano sucedeu como rei da Inglaterra ao sul de Humber e se tornou o primeiro rei de toda a Inglaterra quando conquistou York governada pelos vikings em 927, mas após sua morte Anlaf Guthfrithson foi aceito como rei de York e estendeu o domínio viking aos Cinco Bairros do nordeste da Mércia. Edmundo foi inicialmente forçado a aceitar o reverso, o primeiro grande revés para a dinastia Reino de Wessex desde o reinado de Alfredo, mas ele foi capaz de recuperar sua posição após a morte de Anlaf em 941. Em 942, Edmundo retomou o controle dos Cinco Distritos e em 944 ele recuperou o controle de toda a Inglaterra quando expulsou os reis vikings de York. Eadred teve que lidar com novas revoltas quando se tornou rei, e York não foi finalmente conquistada até 954. Etelstano alcançou uma posição dominante sobre outros reis britânicos e Edmundo a manteve, talvez além da Escócia. O rei galês do norte, Idwal Foel, pode ter se aliado aos vikings quando foi morto pelos ingleses em 942. O reino britânico de Strathclyde também pode ter ficado do lado dos vikings quando Edmundo o devastou em 945 e depois o cedeu para Malcolm I da Escócia. Edmundo também continuou as relações amistosas de seu irmão com governantes continentais, vários dos quais eram casados com suas meias-irmãs.
Edmundo herdou os interesses de seu irmão e os principais conselheiros, como Oda, a quem nomeou Arcebispo da Cantuária em 941, Etelstano Meio-Rei, Ealdormano, e Ælfheah o Bald, bispo de Winchester. O governo em nível local era exercido principalmente por Ealdormano, e Edmundo fez mudanças substanciais no pessoal durante seu reinado, com uma mudança da principal dependência de Etelstano para os saxões ocidentais para uma maior proeminência de homens com conexões mércias. Ao contrário dos parentes próximos dos reis anteriores, sua mãe e seu irmão atestavam muitas das cartas de Edmundo, sugerindo um alto grau de cooperação familiar. Edmundo também foi um legislador ativo, e três de seus códigos sobreviveram. As provisões incluem aquelas que tentam regular rixas e enfatizam a santidade da pessoa real.
O principal movimento religioso do século X, a reforma beneditina inglesa, atingiu seu auge sob Edgar, mas o reinado de Edmundo foi importante em seus estágios iniciais. Ele nomeou Dunstan abade de Glastonbury, onde se juntou a ele Æthelwold. Eles seriam dois dos líderes da reforma e fizeram da abadia o primeiro centro importante de sua divulgação. Ao contrário do círculo de seu filho Edgar, Edmundo não considerava o monasticismo beneditino a única vida religiosa digna e também patrocinava estabelecimentos não reformados (não beneditinos).

## Morte e sucessão
Em 26 de maio de 946, Edmundo foi morto em uma briga em Pucklechurch, em Gloucestershire. De acordo com o cronista pós- conquista, John of Worcester:
Enquanto o glorioso Edmundo, rei dos ingleses, estava no município real chamado Pucklechurch em inglês, tentando resgatar seu mordomo de Leofa, um ladrão perverso, para não ser morto, foi morto pelo mesmo homem na festa de Santo Agostinho, professor de inglês, na terça-feira, 26 de maio, na quarta indicação, tendo completado cinco anos e sete meses de reinado. Ele foi levado para Glastonbury e enterrado pelo abade, St Dunstan. 
Os historiadores Clare Downham e Kevin Halloran rejeitam o relato de John de Worcester e sugerem que o rei foi vítima de um assassinato político, mas essa visão não foi aceita por outros historiadores.
Como seu filho Edgar trinta anos depois, Edmundo foi enterrado na Abadia de Glastonbury. A localização pode ter refletido seu prestígio espiritual e endosso real ao movimento de reforma monástica, mas como sua morte foi inesperada, é mais provável que Dunstan tenha conseguido reivindicar o corpo. Seus filhos ainda eram crianças, então ele foi sucedido como rei por seu irmão Eadred, que por sua vez foi sucedido pelo filho mais velho de Edmundo, Eduíno, em 955.